# Stizolobium bennettii
Stizolobium bennettii là một loài thực vật có hoa trong họ Đậu. Loài này được (F. Muell.) Kuntze miêu tả khoa học đầu tiên năm 1891.